# Acanthospermum
Acanthospermum é um género botânico pertencente à família Asteraceae.
Sua semente é popularmente conhecida como carrapicho.

## Espécies
Espécies reconhecidas:
- Acanthospermum australe (Loefl.) Kuntze
- Acanthospermum consobrinum S.F.Blake
- Acanthospermum glabratum (DC.) Wild
- Acanthospermum hispidum DC.
- Acanthospermum humile (Sw.) DC.
- Acanthospermum microcarpum B.L.Rob.